# Ординський Петро
Орди́нський Петро́ Францович (28.06(10.07).1886, містечко Ставище Таращанського повіту Київської губернії — 11.07.1973, Нью-Йорк) — український співак (баритон).

## Короткий життєпис
Ще в дитячі роки соковитий баритон Петра відмітив дяк місцевої церкви та настійливо рекомендував батькам, Францу Михайловичу і Марфі Миколаївні, віддати сина учитися. Однак батьки бажали бачити сина юристом та відіслали його на юридичний факультет Київського університету. Проте співати продовжував, 1910 року при відборі хористів до студентського чоловічого хору університету Ординського почув Олександр Кошиць та зайнявся його музичним вихованням. 1913 року Ординський закінчив університет. Виконував обов'язки урядника Київської міської судової палати.
Зустрівши Лідію Барвінську, закохався, 1916 року побралися, співали на хорах разом.
Початком січня 1919 року подружжя Ординських включене до списків Української республіканської хорової капели, котра виїхала до Кам'янця-Подільського. 26 березня того ж року наказом Головного Отамана Симона Петлюри колектив рушив в турне містами Західної Європи.
На початку жовтня 1922-го Український національний хор прибув до США, і вже 5 жовтня виступив в Карнегі-хол. Вже наступного дня у «The Sun» писали: «Перш ніж велика аудиторія не наплескалась до болю в долоні й не накричалась до хрипоти, можна було бачити очі, повні щирих від екстазу сліз… Учора ввечері п. Кошиць представив свій хор Америці, і це представлення було тріумфом. Слухати їх — це радість».
В складі хору виступав у Вашинґтоні, Чикаґо, Детройті, Пітсбурзі, Клівленді, Вінніпезі, Едмонтоні, Торонто, Монреалі, на стадіоні в Мехіко. Після саморозпуску хору 1924 року Ординський з дружиною Лідією оселився в Нью-Йорку, район Квінс. З товаришами Іваном Давиденком, Климом Щитом, Михайлом Гребінецьким заснували Український національний квартет, виступали на запрошення українських громад. Восени 1927 року колектив на 5 платівках записав 10 пісень, студія звукозапису «Окр-електрік», акомпанемент здійснював оркестр Павла Печеніги-Улицького. В грудні 1928-го вийшли платівки з соло Петра Ординського, реалізувалися жваво в музичній крамниці Мирона Сурмача, дириґентом був Юрій Кириченко.
Як соліст хору «Бандурист» 1928 року виступив в залі Stuyvesant High School дуетом з Соломією Крушельницькою. З 1930 року виступав на радіо.
1933 року здійснив великий концертний тур з Василем Авраменком, зібрані кошти пішли на потреби організації Світової виставки в Чикаґо — українська діаспора представляла Україну.
Серед виконаних народних пісень:
- «Ой, зійшла зоря»,
- «Ой, чого ти почорніло зеленеє поле»,
- «Ой, у полі, та й у Боришполі»,
- «Із-за Чорного моря».
- «Кучерява Катерина»,
- «Чи я, мамо, не доріс»,
- «В кінці греблі»,
- «По дорозі жук, жук»,
- «Ой, Галю, Галю»,
- «Розвилися круті бережечки»,
- «Ой, гаю, гаю»
- «Ой, сів пугач на могилі» М. Лисенка.

Не вельми намагався виступати в опері — відомі тільки два виступи — в грудні 1932 року, зала українського народного дому в Нью-Йорку, партія Султана в опері «Запорожець за Дунаєм» С. Гулака-Артемовського, другий — 30 січня 1937-го, та ж партія, в складі оперного колективу Миколи Карлашова.
1933 року виступав у ролі Івана Мазепи, вистава «В таборі гетьмана Мазепи», постановка відбулася з нагоди 300-ліття уродин гетьмана, «Метрополітен-опера» у Філадельфії. Були задіяні об'єднаний хор із 200 співаків та 300 танцюристів під орудою Василя Авраменка.
З дружиною Лідією брали участь у концертах в Нью-Йорку 1933, 1935, 1936, 1939, 1940 років.
Востаннє виступив 19 жовтня 1947 року — на концерті академії, присвяченому пам'яті героїв Крут, що віддали своє життя за волю України — у залі «Вашингтон Ірвінґ Гай Скул».
Виступав разом із співачками Балук Іриною, Михайлом Голинським, Марією Гребінецькою, Ольгою Задорецькою, Марією Полиняк-Лисогір, Стефанією Тураш, скрипалями Донною Гресько, Галиною Олійник і Романом Придаткевичем.
Працював робітником, пізніше менеджером сірникової фабрики в околицях Нью-Йорка. На виробництві поранив ногу, замало не став калікою. В часі хвороби Ординського підтримувала українська громада. На фабриці працював до 1966 року.
Дружина Лідія пережила чоловіка на 21 рік, померла 5 грудня 1994, в Нью-Йорку.